# Alto Acre Futebol Club
Alto Acre Futebol Club é um clube de futebol brasileiro, sediado na cidade de Epitaciolândia, no estado do Acre.

## História
O Alto Acre foi fundado no dia 31 de março de 2009, criado para representar os municípios da região do Alto Acre (Capixaba, Assis Brasil, Brasiléia, Epitaciolândia e Xapuri). No entanto, uniformes, distintivo e cores oficiais só foram determinados no ano seguinte, quando o clube adquiriu o status de "clube profissional" e garantiu sua participação na primeira divisão do Campeonato Acriano. Terminou em quinto lugar.
Em 2011, o Alto Acre terminou o campeonato estadual na sétima colocação, com a segunda pior campanha, fazendo o mesmo número de gols do último colocado: apenas 13. Em 2012, piorou o seu rendimento e caiu para a segunda divisão do estadual. Em 2013 o clube disputou a série A mesmo caindo no ano atrás pois um clube foi banido da competição. Nesse Ano o clube ficou na 6ª posição e no ano de 2014 em 7º lugar.
Entretanto, o Independência desistiu de disputar a primeira divisão acreana de 2013. Com isso, o Papagaio da fronteira retornou à segunda divisão.

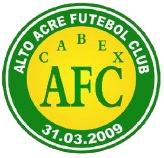
Escudo antigo

Em 2017 pelo Campeonato Acreano o Alto Acre foi rebaixado para a segunda divisão do campeonato, o papagaio da fronteira não fez uma boa temporada perdendo todos os jogos no campeonato

## Desempenho em competições oficiais

### Participações
|  | Participações em 2020 |

| Competição | Competição         | Temporadas | Melhor campanha           | Estreia | Última | P | R |
| Acre       | Campeonato Acreano | 8          | 5º colocado (2010 e 2016) | 2010    | 2017   |   | 2 |

### Competições estaduais
Campeonato Acriano
| Ano  | 2010 | 2011 | 2012 | 2013 | 2014 | 2015 | 2016 | 2017 | 2018 | 2019 |
| Pos. | 5º   | 7º   | 8º   | 6º   | 7º   | 7º   | 5º   | 8º   | —    | —    |
| ---- | ---- | ---- | ---- | ---- | ---- | ---- | ---- | ---- | ---- | ---- |

Legenda:
| Rebaixado à divisão inferior |

## Treinadores
| Treinador          | Período |
| ------------------ | ------- |
| Júlio César Pureza | 2010    |
| Marcelo Altino     | 2011    |
| Fernando Dourado   | 2011    |
| Samuel Esteves     | 2012    |
| Erivaldo Silva     | 2012    |
| Napoleone Júnior   | 2012    |
| Reginaldo Oliveira | 2012    |
| Paulo Capão        | 2013    |
| José Ribamar       | 2013    |
| Klisman da Silva   | 2013    |
| Buia               | 2013    |
| Careca             | 2014    |
| Vaca               | 2014    |
| João Carlos Passos | 2014    |

## Presidentes
- José Ronaldo (2011)[8]
- José Ivonaldo (2012)[19]
- João Carlos Passos (2012-2016)
- Sandrinho (2017-